# 塞雷苏埃拉新村
阿尔德亚努埃瓦德拉塞雷苏埃拉，是西班牙卡斯蒂利亚-莱昂塞戈维亚省的一个市镇。 总面积20平方公里，总人口41人（2001年），人口密度2人/平方公里。